# Seznam písní Karola Duchoně
Toto je seznam písní, které nazpíval zpěvák Karol Duchoň.

## Seznam
- poz. - píseň - (autor hudby / autor textu písně) - (album)

(h:/t:) - doposud nezjištěný autor hudby nebo textu
- (na doplnění)

## B
- Básnici - (h:/t:)
- Batoh s páperím - (Pavol Hammel / Boris Filan) - album: Karol Duchoň 74 / Karol Duchoň 80 (2009),
- Biela pani - (h:/t:)
- Beatový problém - (Vladimír Machek / Tibor Grünner)
- Blues pre Karola - (Ľubo Belák / Peter Guldan) - album: Karol Duchoň 74 / Karol Duchoň 80 (2009),
- Brat slnko, sestra zem - (Pavol Hammel / Boris Filan) - album: Karol Duchoň 74 / Karol Duchoň 80 (2009),

## C
- Cítím (Feeling) - (Morris Albert / Albín Škoviera)

## Č
- Čardáš dvoch sŕdc - (Peter Hanzely / Ľuboš Zeman)
- Čert by bol v tom - (Mills / Peter Guldan)
- Čo ti je - (Z. Barták / Zoro Laurinc)

## D
- Dievča z Budmeríc (You Asked Me To) - (Billy Joe Shaver, Waylon Jennings s.t.Ľuboš Zeman)
- Dievča z Oravy - (h:/t:)

## E
- Elena - (Djordje Novkovič / Ľuboš Zeman)

## F
- F 1 - (Ján Lehotský / Peter Guldan) - album: Karol Duchoň 74 / Karol Duchoň 80 (2009),

## H
- Hádam kadiaľ ísť (Love Story) - (h:/t:)
- Hľadám tvoju tvár - (M. Cejka / Tomáš Janovic)
- Hodvábny príbeh - (Ali Brezovský / Tomáš Janovic) - album: Karol Duchoň 74 / Karol Duchoň 80 (2009),
- Hrám - (Peter Hanzely / Ján Štrasser)

## Ch
- Chvála humoru - (Igor Bázlik / Tomáš Janovic)
- Chvála humoru - Karol Duchoň a Eva Kostolányová - (Igor Bázlik / Tomáš Janovic)

## J
- Ja viem - (h:/t:)
- Jazvečík Boby (Bobby The Flobby) - (G. R. José / Ľuboš Zeman)
- Jediná - (Reed, Dtephens / Tibor Grűnner)

## K
- Kamenný kvietok - Marcela Laiferová a Karol Duchoň - (Igor Bázlik / Tomáš Janovic)
- Kamila - (h:/t:)
- Kam sa dívaš - (J. Bouwens / Alexander Karšay)
- Karneval zbytočných vecí - (Ivan Vašica / Kamil Peteraj) - album: Karol Duchoň 74 / Karol Duchoň 80 (2009),
- Keby náhodou - (Vieroslav Matušík / E. Kunovič)
- Kôš zázrakov (Soul Man)(Soul Man) - (David Porter, Isaac Hayes / Peter Petiška) - album: Karol Duchoň 74 / Karol Duchoň 80 (2009),
- Kto má ťa rád -  (Pavol Zelenay / Milan Lasica)
- Kúzlim, spievam - (h:/t:)
- Kým nezaspím, spievam (Ján Lehotský / Boris Droppa) - album: Karol Duchoň 74 / Karol Duchoň 80 (2009),

## L
- Láska, bože láska - Eva Máziková a Karol Duchoň - (h:/t:)
- Láska úprimná - (I. Vašica / Gustáv Hupka)
- Ľad v duši - (h:/t:)

## M
- Mám dobrú správu (Run Tell The People) - (Daniel Boone, Rod McQueen, s.t.Alexander Karšay)
- Mám ľudí rád - (Peter Hanzely / Ľuboš Zeman)
- Mám ťa rád  (Red Light Spells Danger) - (Billy Ocean)
- Mária (Matador) - (Garland Jeffreys; - P. Rower? / E. Kováčová)
- Matka - (Vieroslav Matušík / Tomáš Janovic)
- Matkina tvár (Mother) - (John Lennon / Tomáš Janovic)
- Mierová pieseň - (h:/t:)
- Môj priateľ Hron - (h:/t:)
- Myslím to vážne - (Chuck Berry / Peter Brhlovič)

## N
- Na srdci mi hraj - (C. Mattone / Boris Droppa)
- Nálady - (h:/t:)
- Náš učiteľ - (h:/t:)

## O
- Odeta (Svet bez tebe) - (Olivera Borisavljević / Alexander Karšay) - album: Karol Duchoň 74 / Karol Duchoň 80 (2009),

## P
- Pieseň o decembri - (Kemal, Monteno / Alexander Karšay)
- Pieseň o matke - (Vieroslav Matušík / Eliška Jelínková) - album: Karol Duchoň 74 / Karol Duchoň 80 (2009),
- Pieseň o zime - (h:/t:)
- Pieseň pre milú - (Pavol Hammel / Kamil Peteraj)
- Pieseň pre teba - (Peter Hanzely / Ľuboš Zeman) - 1975
- Pieseň tuláka - (V. Szarka / Ľuboš Zeman)
- Pod modrým nebom (1971) - (Ali Brezovský / Boris Droppa)
- Poď k nám (Dance Of Love) - (Charlie Rich / Peter Petiška) - album: Karol Duchoň 74 / Karol Duchoň 80 (2009),
- Polnočný koncert - (František Griglák / Peter Guldan) - album: Karol Duchoň 74 / Karol Duchoň 80 (2009),
- Povedz mi, čo je láska  - (Igor Bázlik / Gustáv Hupka)
- Primášovo srdce - (Alois Bouda / Peter Guldan)
- Príboj (Hi-Heel Sneakers) - (Robert Higginbotham / Tibor Grünner) - album: Karol Duchoň 74 / Karol Duchoň 80 (2009),
- Prší - (Pavel Daněk, Dezider Ursiny / Kamil Peteraj) - album: Karol Duchoň 74 / Karol Duchoň 80 (2009),
- Pýtaš sa, kde som zas bol - (G. Cannon / Zoro Laurinc)

## R
- Rapid, do toho - (Peter Smékal / Peter Petiška)
- Rodný môj kraj - (Gejza Dusík / Pavol Braxatoris)
- Ružové ráno - (h:/t:)

## S
- S bielou hmlou - (Ivan Vašica / Peter Petiška) - album: Karol Duchoň 74 / Karol Duchoň 80 (2009),
- Si, akoby si ani nebola - (Ali Brezovský / Peter Guldan) - album: Karol Duchoň 74 / Karol Duchoň 80 (2009),
- Siedmy svetadiel - (Ivan Vašica / Peter Petiška) - album: Karol Duchoň 74 / Karol Duchoň 80 (2009),
- S tebou - (Pavol Zelenay / Tomáš Janovic) - album: Karol Duchoň 74 / Karol Duchoň 80 (2009),
- S úsmevom - (Pavol Zelenay / Ľuboš Zeman)
- Sen o belasej víle - (Braňo Hronec / Alexander Karšay)
- Sen o veľkej láske - (Djorde Novkovič / B. Stanislavová)
- Slovan je lepší - (h:/t:)
- Sľúbené ľúbenie - (h:/t:)
- Smútok krásnych dievčat (Der Trauber der Schönen mädchen) - (Heinz / Boris Filan)
- Spýtať sa možem (Down By The River) - (Albert Hammond / Štefan Anderko, Fero Labuda[1]) - album: Karol Duchoň 74 / Karol Duchoň 80 (2009),
- Strašidlá (Shady Lady) - (Mike Shepstone, Peter Dibbens / Alexander Karšay) - album: Karol Duchoň 74 / Karol Duchoň 80 (2009),
- Svet bez teba - (F.Schopin / Tomáš Janovic)

## Š
- Šedý kufrík rozchodov - (h:/t:)
- Šiel, šiel... (Rain, Rain, Rain) - (Howard Ellington Barnes, Ralph Bernet, Sven Linus, s.t. Ján Štrasser) - album: Karol Duchoň 74 / Karol Duchoň 80 (2009),

## T
- Tak sa maj - Karol Duchoň a Bezinky - (traditional / Peter Guldan)
- Tak sa vráť - (Pavol Hammel / Boris Filan) - album: Karol Duchoň 74 / Karol Duchoň 80 (2009),
- Tancujem s tebou rád (Schenk mir noch einen Tanz) - (Adrian Leverkühn, M. Redway, s.t.Peter Brhlovič)
- Tento svet - (Ján Lauko / Kamil Peteraj) - album: Karol Duchoň 74 / Karol Duchoň 80 (2009),
- Tisíc farieb dúhy - (I. Vašica / Peter Petiška)
- To známe miesto - (Vladimír Hronec / Peter Petiška) - album: Karol Duchoň 74 / Karol Duchoň 80 (2009),

## U
- Uber pary (Sugar, Sugar) - (h: / Jaroslav Laifer)
- Úsmev bol mojou kolískou - (Vieroslav Matušík / Boris Droppa)
- Uspávanka - (Ľubomír Belák / Alexander Karšay) - album: Karol Duchoň 74 / Karol Duchoň 80 (2009),

## V
- V dolinách - (Peter Hanzely / Ľuboš Zeman)
- V slovenských dolinách - (Peter Hanzely / Ľuboš Zeman) - 1976
- Viem, na nás čaká láska (Love, Love, Love) - (K. Boston / Zoro Laurinc)
- Volám ťa láska - (I. Vašica / G. Hupka)
- Volanie - (h:/t:)
- Vonia kakao (Co-Co) - Dušan Grúň a Karol Duchoň - (Mike Chapman / Nicky Chinn, s.t.Ján Štrasser)
- Vzdialená (Malena) - (Vladimir Kočiš Zec, Željko Krznarić s.t.Ivan Stanislav)

## Z
- Záhrada piesní - (h:/t:)
- Zajtra bude krásne - (D.Boone / Alexander Karšay)
- Zem pamätá - (Pavol Zelenay / Tibor Grűnner)
- Zmeškaný vlak - (h:/t:)
- Zvony pre šťastie - (Ali Brezovský / Tomáš Janovic)

## Ž
- Žiari more - (h:/t:)

## Podle roka
- 1971
  - „Pod modrým nebom“

- 1975
  - „Pieseň pre teba“